# Louis Roth
Pour les articles homonymes, voir Roth.
Louis (Ludwig) Roth, né le 20 avril 1843 à Vienne et mort le 28 septembre 1929 à Baden (Basse-Autriche), est un compositeur d'opérettes et chef d'orchestre autrichien.

## Biographie
Originaire de Vienne, Louis Roth fait ses débuts, en 1884, à Berlin, au Théâtre Municipal Friedrich-Wilhelm, où travaille comme chef d'orchestre et arrangeur. Il participe à l'avènement de l'opérette berlinoise, tout en composant dans le style viennois. À la demande de l'éditeur de musique Georg Lewy, il arrange pour le piano plusieurs danses de l'opérette Jabuka oder Das Apfelfest (1894) de Johann Strauss II qui lui cause des ennuis. Louis Roth est le frère cadet du compositeur Franz Roth (1837-1907).

## Œuvres principales
- Don Quijotte. Opéra comique en 3 actes. Texte de Karl Grändorf (1875, Graz)
- Der Marquis von Rivoli. Livret de Richard Genée et Benjamin Schier (1884)
- Die Lieder des Mirza Schaffy. Livret d'Emil Pohl (1887)
- Der Nachtwandler. (1888)
- Die Hochzeit von Leni. (1890)
- Der goldene Kamerad. Livret de Hermann Hirschel (1895, Wien)
- Der Lieutenant zur See. Opérette en 3 actes. Livret d'Emil Schlack et Louis Herrmann (1895)
- Zwillinge. En collaboration avec Richard Genée. Livret de F. Zell et Richard Genée (1896)
- Der Hungerleider. Livret de Julius Keller et Louis Herrmann (1896)
- Frau Reclame. Opérette-ballet. Livret de Julius Horst et Leo Stein (1898)
- Der Jugendring. Marche-opérette. Livret de Hermann Hirschel (1900)
- Wiener Vollblut. Livret de Theodor Taube (vers 1900)

## Source
- (de) Cet article est partiellement ou en totalité issu de l’article de Wikipédia en allemand intitulé « Louis Roth » (voir la liste des auteurs).